# Salmo 129

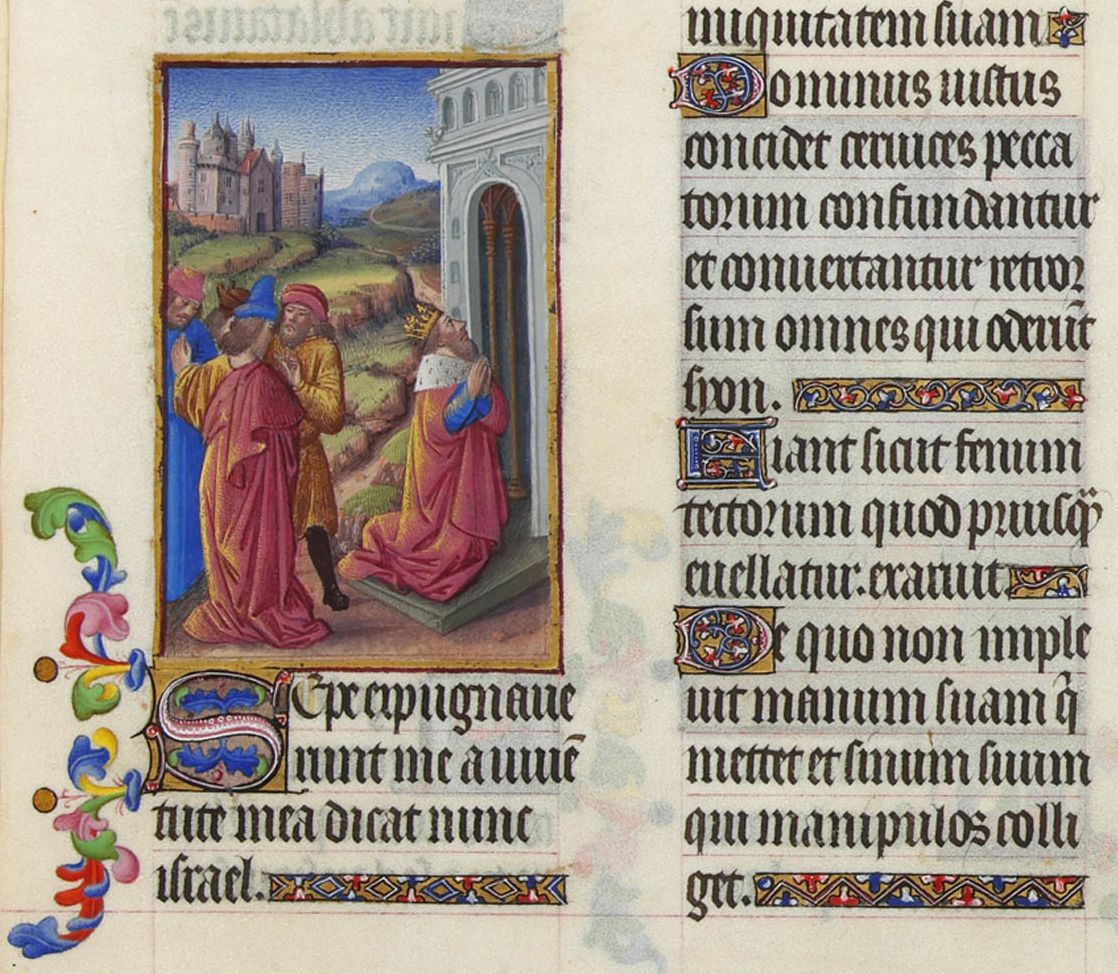
Principio del Salmo 129 en Las muy ricas horas del Duque de Berry, folio 62r

El Salmo 129 es el salmo 129 del Libro de los Salmos, que comienza en inglés en la versión King James: «Muchas veces me han afligido desde mi juventud». En el sistema de numeración ligeramente diferente utilizado en la Septuaginta griega y la Vulgata latina, este salmo es el Salmo 128. En latín, se conoce como «Saepe expugnaverunt me a iuventute». Es uno de los 15 salmos que comienzan con las palabras «Un cántico de las ascensiones» (Shir Hama'alot). La Biblia del rey Jacobo lo llama «Un cántico de victoria sobre los enemigos de Sion», y la Nueva Biblia del rey Jacobo lo llama una «Oración por la caída de los enemigos de Israel», pero Albert Barnes señala que el salmo en sí mismo se titula simplemente «Un canto de grados» (es decir, un Cántico de las Ascensiones) y no se atribuye a ningún autor.
El salmo forma parte habitual de las liturgias judía, católica, luterana, anglicana y otras liturgias protestantes.

## Texto
La siguiente tabla muestra el texto en hebreo del Salmo con vocales, junto con el texto en griego koiné de la Septuaginta y la traducción al español de la Biblia del Rey Jacobo. Tenga en cuenta que el significado puede diferir ligeramente entre estas versiones, ya que la Septuaginta y el texto masorético provienen de tradiciones textuales diferentes. En la Septuaginta, este salmo está numerado como Salmo 128.
| # | Hebreo                                                 | Español | Griego                                                                                    |
| - | ------------------------------------------------------ | --- | ----------------------------------------------------------------------------------------- |
| 1 | שִׁ֗יר הַֽמַּ֫עֲל֥וֹת רַ֭בַּת צְרָר֣וּנִי מִנְּעוּרַ֑י יֹאמַר־נָ֝֗א יִשְׂרָאֵֽל׃            | (Un Cánticos de Ascensión. Muchas veces me han afligido desde mi juventud, que ahora diga Israel:          | ᾿ῼδὴ τῶν ἀναβαθμῶν. - ΠΛΕΟΝΑΚΙΣ ἐπολέμησάν με ἐκ νεότητός μου, εἰπάτω δὴ ᾿Ισραήλ·         |
| 2 | רַ֭בַּת צְרָר֣וּנִי מִנְּעוּרָ֑י גַּ֝֗ם לֹא־יָ֥כְלוּ לִֽי׃                       | Muchas veces me han afligido desde mi juventud, pero no han podido contra mí.                              | πλεονάκις ἐπολέμησάν με ἐκ νεότητός μου, καὶ γὰρ οὐκ ἠδυνήθησάν μοι.                      |
| 3 | עַל־גַּ֭בִּי חָרְשׁ֣וּ חֹרְשִׁ֑ים הֶ֝אֱרִ֗יכוּ (למענותם) [לְמַעֲנִיתָֽם]׃          | Los labradores araron sobre mi espalda: hicieron largos sus surcos.                                        | ἐπὶ τὸν νῶτόν μου ἐτέκταινον οἱ ἁμαρτωλοί, ἐμάκρυναν τὴν ἀνομίαν αὐτῶν.                   |
| 4 | יְהֹוָ֥ה צַדִּ֑יק קִ֝צֵּ֗ץ עֲב֣וֹת רְשָׁעִֽים׃                              | El Señor es justo: ha cortado las cuerdas de los impíos.                                                   | Κύριος δίκαιος συνέκοψεν αὐχένας ἁμαρτωλῶν.                                               |
| 5 | יֵ֭בֹשׁוּ וְיִסֹּ֣גוּ אָח֑וֹר כֹּ֝֗ל שֹׂנְאֵ֥י צִיּֽוֹן׃                          | Que todos los que odian a Sion sean confundidos y retrocedan.                                              | αἰσχυνθήτωσαν καὶ ἀποστραφήτωσαν εἰς τὰ ὀπίσω πάντες οἱ μισοῦντες Σιών.                   |
| 6 | יִ֭הְיוּ כַּחֲצִ֣יר גַּגּ֑וֹת שֶׁקַּדְמַ֖ת שָׁלַ֣ף יָבֵֽשׁ׃                         | Sean como la hierba sobre los tejados, que se seca antes de crecer.                                        | γενηθήτωσαν ὡσεὶ χόρτος δωμάτων, ὃς πρὸ τοῦ ἐκσπασθῆναι ἐξηράνθη·                         |
| 7 | שֶׁלֹּ֤א מִלֵּ֖א כַפּ֥וֹ קוֹצֵ֗ר וְחִצְנ֥וֹ מְעַמֵּֽר׃                           | Con lo cual el segador no llena su mano, ni el que ata los haces su pecho.                                 | οὗ οὐκ ἐπλήρωσε τὴν χεῖρα αὐτοῦ ὁ θερίζων καὶ τὸν κόλπον αὐτοῦ ὁ τὰ δράγματα συλλέγων,    |
| 8 | וְלֹ֤א אָמְר֨וּ ׀ הָעֹבְרִ֗ים בִּרְכַּֽת־יְהֹוָ֥ה אֲלֵיכֶ֑ם בֵּרַ֥כְנוּ אֶ֝תְכֶ֗ם בְּשֵׁ֣ם יְהֹוָֽה׃ | Ni los que pasan dicen: «La bendición del Señor sea sobre vosotros; os bendecimos en el nombre del Señor». | καὶ οὐκ εἶπαν οἱ παράγοντες· εὐλογία Κυρίου ἐφ᾿ ὑμᾶς, εὐλογήκαμεν ὑμᾶς ἐν ὀνόματι Κυρίου. |

### Versión Reina-Valera
1. Muchas veces me han afligido desde mi juventud, que diga ahora Israel:
2. Muchas veces me han afligido desde mi juventud, pero no han prevalecido contra mí.
3. Los aradores araron sobre mi espalda, alargaron sus surcos.
4. El Señor es justo, ha cortado las cuerdas de los malvados.
5. Sean avergonzados y vuélvanse atrás todos los que odian a Sion.
6. Sean como la hierba de los tejados, que se seca antes de crecer:
7. Con la cual el segador no llena su mano; ni el que ata gavillas llena su pecho.
8. Ni los que pasan por allí dicen: «La bendición del Señor sea con vosotros: os bendecimos en el nombre del Señor».

## Comentarios

### De la Iglesia católica

#### A todo el salmo
El salmo se enmarca en el contexto litúrgico del Templo, lugar de destino de la peregrinación del pueblo. En este entorno sagrado, se reafirma la intervención salvadora de Dios en favor del justo, tal como se manifiesta también en Salmo 124. Se hace explícita la petición de que los enemigos sean derrotados, en consonancia con la confianza y el agradecimiento que se reflejan en los salmos precedentes (Sal 124-128). En los primeros versículos (1-4), se rememora una liberación pasada obrada por el Señor, que rescató al fiel de una situación opresiva. La segunda sección (vv. 5-8) expresa un deseo de derrota para quienes aborrecen a Jerusalén, mostrando así una continuidad entre la memoria del auxilio divino y la esperanza en su justicia futura. El salmo concluye con una fórmula de bendición, propia del lenguaje litúrgico. La imagen de la espalda herida, presente también en Isaías 50,6, simboliza el sufrimiento asumido voluntariamente por el Siervo del Señor. Esta figura adquiere una proyección cristológica en los relatos evangélicos de la pasión, y se cumple de manera plena en la resurrección de Cristo, donde Dios rompe las ataduras de la muerte (Hch 2,24), realizando así de manera definitiva la salvación anticipada en este salmo.

#### A los versículos 1-4
El salmista toma la voz de todo Israel, evocando su historia colectiva desde los primeros tiempos como nación, específicamente desde la salida de Egipto y la entrada en la tierra prometida. La referencia a la "juventud" alude a ese período fundacional. A lo largo de su historia, el pueblo ha sido objeto de múltiples agresiones, pero ha logrado mantenerse firme, como se afirma en el versículo 2. La imagen de los surcos en la espalda sugiere los sufrimientos intensos provocados por la opresión y los conflictos, en consonancia con expresiones proféticas como las de Miqueas 3,12. Sin embargo, el versículo 4 señala la acción liberadora del Señor, quien rompe las ataduras impuestas por los opresores, mostrando su poder para frustrar los planes de quienes afligen a su pueblo.

#### A los versículos 5-8
La intervención salvadora de Dios en el pasado se convierte en fundamento de una súplica dirigida al futuro. Se desea que los enemigos de Israel sean eliminados con la misma determinación con que fueron derrotados anteriormente. La imagen de la hierba que crece en los tejados, sin raíz ni utilidad, destaca la fugacidad y esterilidad de quienes se oponen al pueblo de Dios.
A estos adversarios no se les concede la bendición del Señor, en contraste con aquellos que aman a Sión y peregrinan al Templo, quienes sí reciben el favor divino (v. 8c). Desde una lectura cristiana, Sión se entiende como figura de la Iglesia, tanto en su gloria como en sus sufrimientos, llamada a participar del destino redentor anticipado en el salmo.

## Origen
Barnes sostiene que este salmo «sería aplicable a muchos períodos de la historia judía, y no es de tal naturaleza que pueda referirse con certeza a ninguno de ellos. No hay nada en él que nos prohíba suponer que fue compuesto al regresar del exilio babilónico, pero no hay nada que lo fije definitivamente a ese evento... Parece probable que fue compuesto durante una época de problemas, guerra o persecución. Igualmente se desconoce por qué se convirtió en uno de los «Cantos de los grados».

## Usos

### Judaísmo
Este salmo se recita en algunas comunidades después de Minjá entre Sucot y Shabat Hagadol.

### Iglesia católica
Según la antigua tradición de la Edad Media, este salmo se cantaba como el último salmo del oficio de vísperas del lunes, por la Regla de San Benito (530). El Tracto para el Domingo de Pasión (el quinto domingo de Cuaresma) incorpora los versículos 1-4.
En la Liturgia de las Horas actual, el Salmo 129 se canta o recita el jueves de la cuarta semana del ciclo semanal de oraciones litúrgicas, y en el Oficio de mediodía.

### Iglesia Ortodoxa Copta
En el Agpeya, el Libro de Horas de la Iglesia Copta, este salmo se reza en el oficio de Vísperas y la segunda vigilia del oficio de medianoche. También está en la oración del Velo, que generalmente solo rezan los monjes

## Ajustes musicales
Heinrich Schütz compuso una paráfrasis métrica del Salmo 129 en alemán, «Die Feind haben mich oft gedrängt», SWV 234, para el Salterio Becker, publicado por primera vez en 1628.